# Le Talisman (ballet)

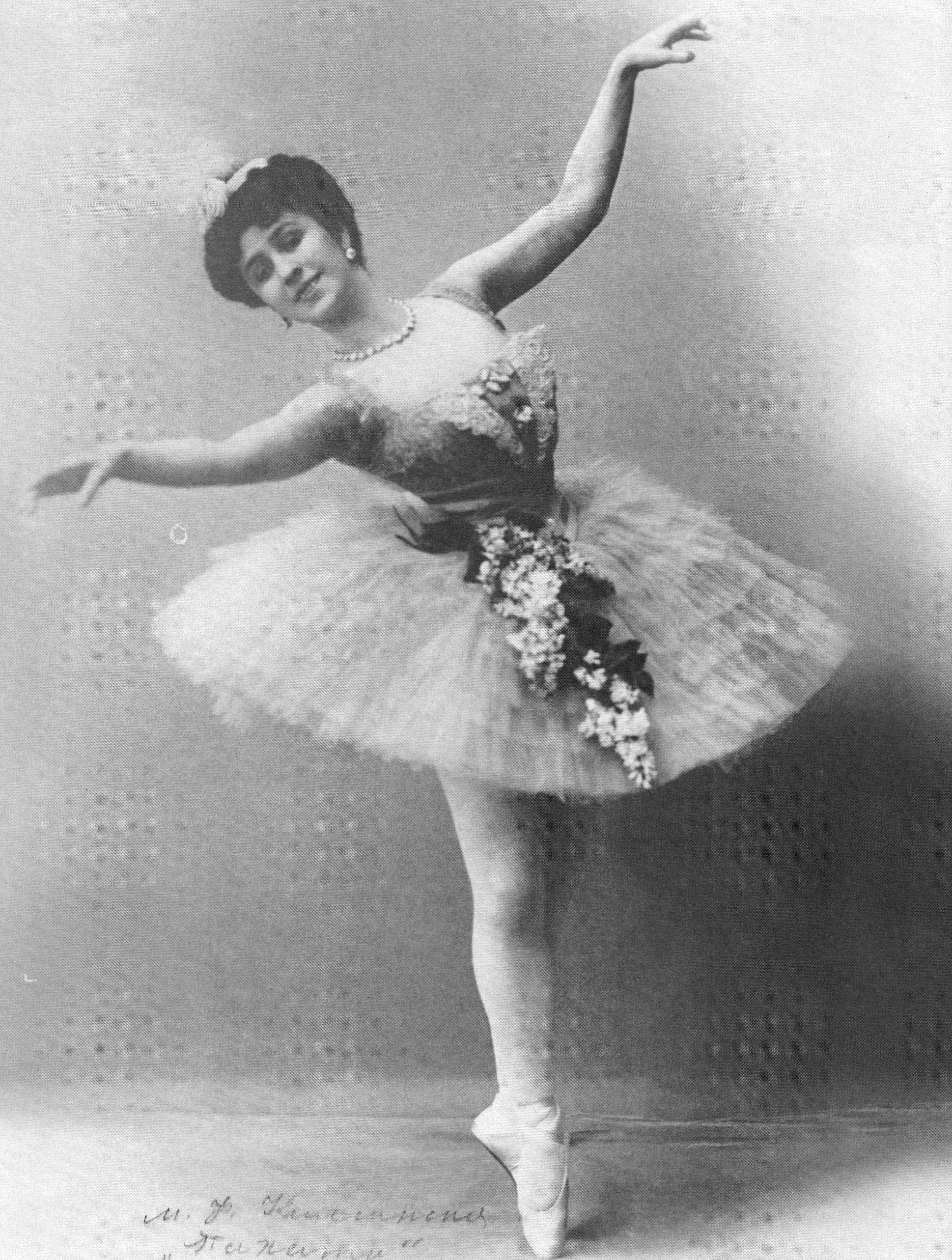
Mathilde Kschessinska en 1909 dans le rôle de Niriti (dans La Rose de Bengale).

Le Talisman est un ballet fantastique en quatre actes et sept scènes, avec prologue et épilogue, de Marius Petipa sur une musique de Riccardo Drigo. Le livret est de Constantin Tarnovski et Marius Petipa.
La première a eu lieu le 25 janvier/6 février 1889 au Théâtre Mariinsky de Saint-Pétersbourg, avec des décors d'Ivan Andreïev (actes I et IV), Mikhaïl Botcharov (acte II) et Matveï Chichkov (acte III). 

## Distribution originale
- Ella (plus tard Niriti) : Elena Cornalba
- Noureddine : Pavel Gerdt
- Ouragan (plus tard Vayou) : Enrico Cecchetti
- La reine Amravati : Anna Johansson
- Nal : Alfred Bekefi
- Nirilia, la fiancée de Nal : Marie Petipa

## Reprises

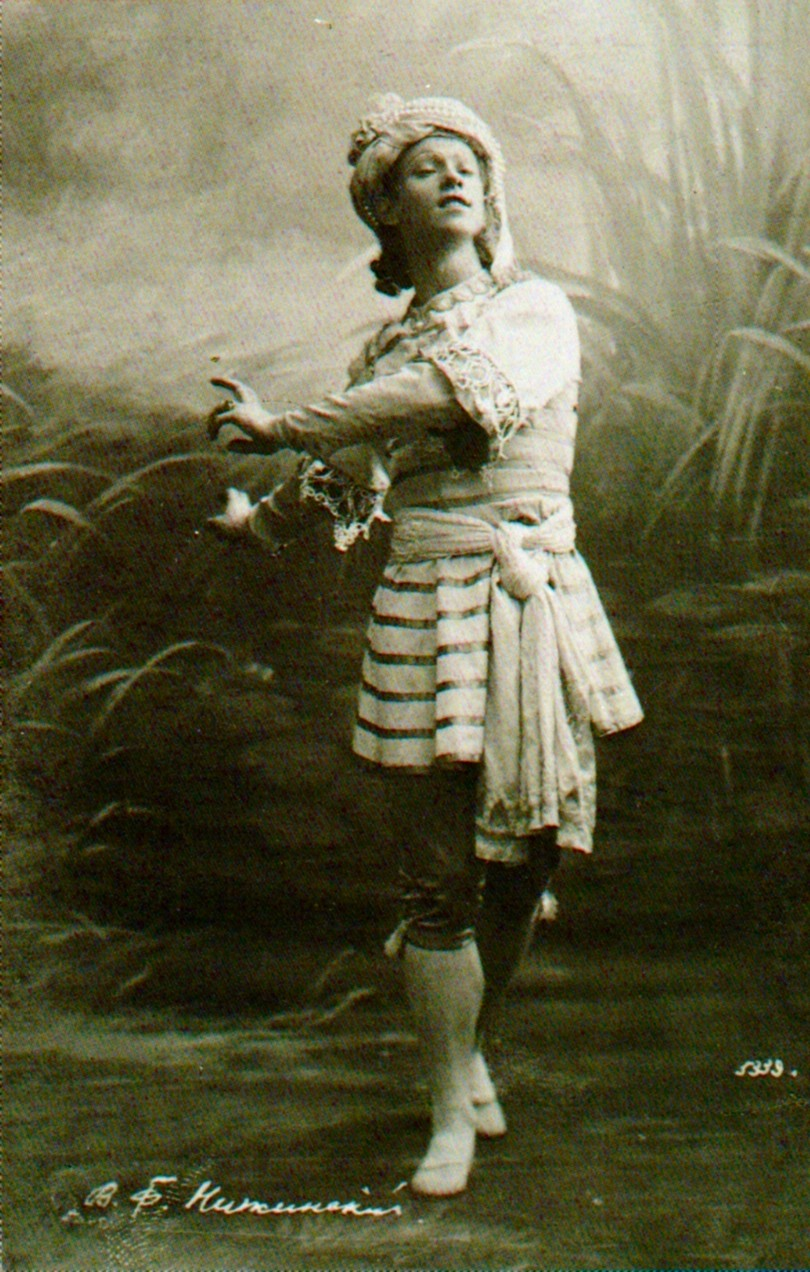
Nijinski dans le rôle de Vayou en 1909 au Mariinsky.

### En Russie
- Le ballet est repris au Mariinsky par Petipa après une première le 22 octobre/4 novembre 1895, avec Pierina Legnani (Ella/Niriti), Pavel Gerdt (Noureddine), Alexandre Gorski (Ouragan).
- Nicolas Legat révise le ballet en 1909 avec Mathilde Kschessinska dans le rôle principal[3] et Vaslav Nijinski, dans celui d'Ouragan (Vayou). La première est représentée devant la famille impériale et la noblesse pétersbourgeoise pour le treizième anniversaire de mariage de Nicolas II et Alexandra. Cette version remporte un immense succès et est jouée au Mariinsky jusqu'à la Révolution de 1917.

### En dehors de Russie
- Reprise par Luigi Tornelli pour le Ballet de La Scala sous le titre Le Porte-bonheur. Représenté à La Scala (Milan) le 18 juillet 1908.
- Reprise par Paul Chalmer et Ileana Citaristi pour le Balletto del Teatro Filarmonico de Vérone, pour le 150e anniversaire de naissance de Drigo. Première le 14 mars 1997 au Teatro Verdi de Padoue en Italie. Danseurs : Carla Fracci (Niriti), Alessandro Molin (Vayou, le dieu du Vent), Stéphane Fournial (Nouriddin).

## Argument
Dans l'ancienne Inde, la belle déesse Ella, fille d'Amravati la reine des Cieux, descend sur terre avec son gardien Ouragan, le dieu du Vent, pour vérifier si elle peut résister aux tentations de l'amour mortel. Si elle succombe, elle perd son droit à l'immortalité. Amravati a donné à sa fille un talisman qui lui permet de retourner chez elle si elle le garde avec elle, mais si elle le perd elle ne peut revenir dans les Cieux.
Pendant cette visite sur terre, Ella et Ouragan rencontrent le jeune maharadjah Noureddine qui tombe amoureux d'Ella, bien qu'il soit fiancé à la princesse Damayanti, la fille du roi Akdar. Noureddine parvient à entrer en possession du talisman et, après en avoir appris les propriétés secrètes de l'objet sacré, il est déterminé à ne pas le rendre à Ella pour qu'elle reste sur terre et devienne sa femme.
Ella et Ouragan se décident à recourir à de grands moyens pour récupérer le talisman afin de retourner dans les Cieux, mais Ella se rend compte que l'immortalité et les délices des Cieux ne peuvent rivaliser avec le bonheur que Noureddine pourrait lui offrir par son amour. Elle décide de rester avec lui sur terre et de devenir mortelle.

## Danses
Prologue
- Valse des esprits
- Entrée de Niriti
- Le vent de Vayou

Acte I
- Danse des amis de Nirilia et Nal
- Danse orientale
- Premières sensations

Acte II
- Danse nautch
- Danse de l’Hindoustan
- Grand pas d’action
  - Andante
  - Variation I
  - Variation II
  - Coda
- Grand ballabile — La Rose de Bengale
  - Adage
  - Valse des bijoux
  - Pizzicato
  - Grand coda

Acte III
- Danse des montagnards de l’Himalaya
- Pas Katchack
- Danse sous le voile
- Scène dansante — L’ivresse de Vayou
- La danse à l’amour

Le grand pas d’action de l'acte II est transcrit en 1900 par Vladimir Stepanov, transcription conservée aujourd'hui dans la collection Sergueïev de la bibliothèque de l'université Harvard.

## Le pas de deux duTalisman
En 1955, le maître de ballet Piotr Goussev du Ballet du Kirov (ancien Ballet impérial) compile plusieurs morceaux de musique du  Talisman de Petipa et crée ce qui est appelé aujourd'hui le « pas de deux du Talisman » qui fait partie maintenant du répertoire de nombreuses compagnies. 
Le pas de deux du Talisman comprend aussi une variation masculine prise par Goussev de La Fille du pharaon de Petipa sur la musique de Cesare Pugni.
- L'entrée est la Valse des esprits du prologue du Talisman;
- L'adage est tiré du dernier acte du Talisman;
- La variation masculine sur une musique de Cesare Pugni est tirée du grand pas des Caryatides de l'acte II de La Fille du Pharaon (1862);
- La variarion féminine est de Drigo sur la musique du Pizzicato de la Perle noire du ballet de Petipas, La Perle (1896);
- La coda de la valse est extraite de l'acte I du Talisman[3].